# Pieve di San Lorenzo (Settimo Vittone)
Il complesso paleocristiano formato dalla pieve di San Lorenzo e dal battistero di San Giovanni Battista a Settimo Vittone, rappresenta una delle vestigia più antiche del Canavese, risalente verosimilmente alla seconda metà del IX secolo. Il complesso è posto su di una rocca, nei pressi di strutture difensive costruite forse già nel X secolo a protezione della pieve, sulle quali più tardi venne costruito il castello vecchio (tra le cui strutture superbe sono ancora presenti finestre con decorazioni in cotto).
Collocata in posizione elevata rispetto al paese ed al corso della Dora Baltea, la pieve e l'annesso battistero, dovevano costituire, nel Medioevo, una tappa importante per viaggiatori e pellegrini che si muovevano lungo la via Francigena. Il contesto ambientale, popolato da vigneti che si inerpicano lungo i terrazzamenti della conca – sostenuti dai caratteristici tupiun, colonnette in pietra imbiancate con la calce - arricchisce la suggestione del luogo.
Il complesso è oggi "monumento segnalato dal FAI".

## Un'architettura preromanica
Il battistero e la pieve, sorti in piena età carolingia, costituiscono uno dei principali esempi di architettura "preromanica" in Piemonte. Sono costruiti essenzialmente con ciottoli e schegge di pietra locale; le coperture sono quasi interamente realizzate con le caratteristiche lose (lastre naturali di pietra). 

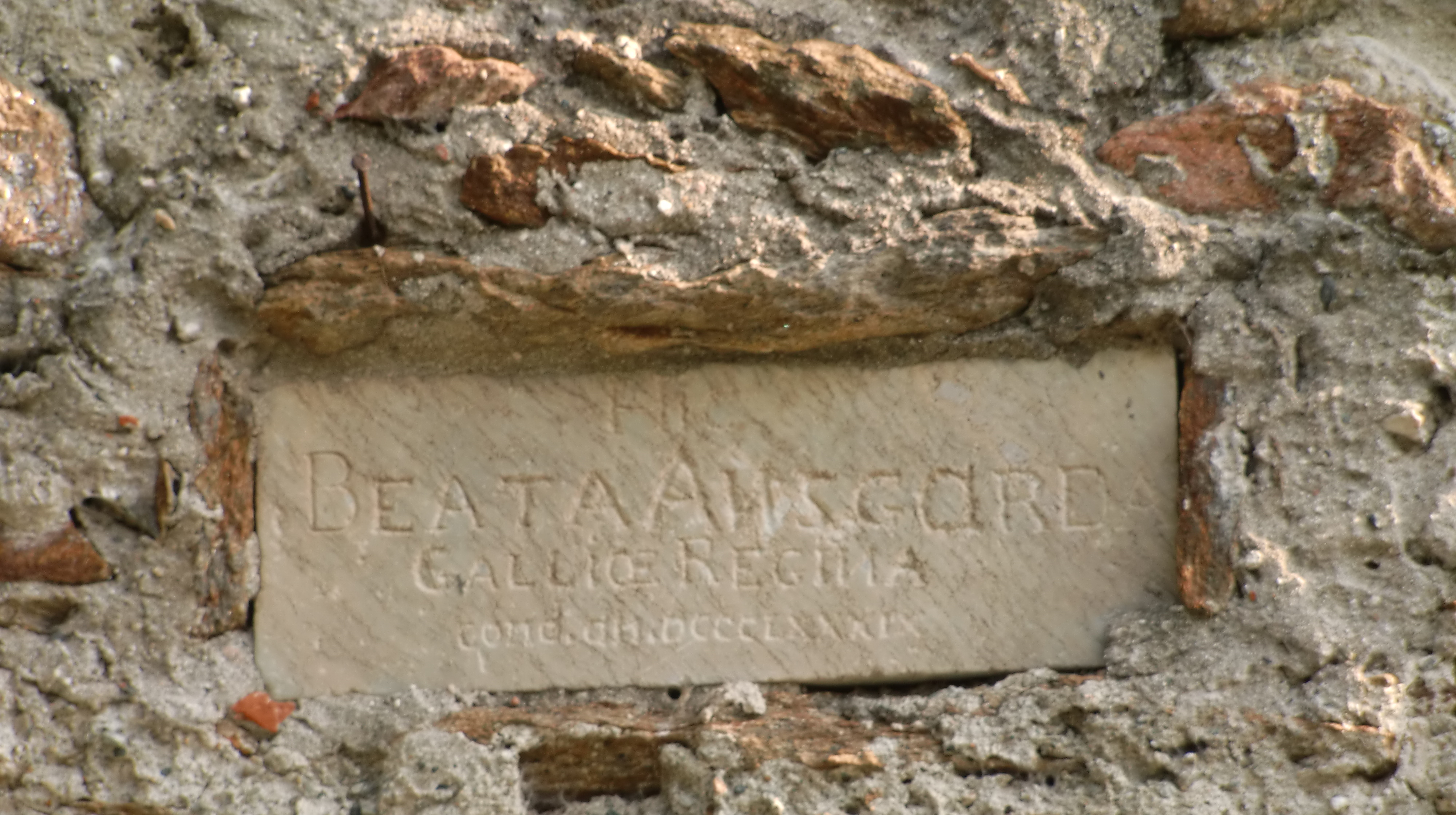
Lapide apocrifa dedicata ad Ansgarda

Il battistero presenta una pianta ottagonale ed è coperto da una volta a spicchi. Il campanile in laterizi, posto sopra la volta, costituisce manifestamente un'aggiunta più tarda (probabilmente nel XIII secolo) di stile romanico. Successiva è anche l'abside rettangolare che fuoriesce dal perimetro ottagonale, con funzione di presbiterio del battistero.
In origine, come per altre costruzioni simili, il battistero doveva essere staccato dalla chiesa; più tardi si costruì, sul lato sud, un passaggio che lo unisce ad essa.
La pieve, ad aula unica, presenta un'apparente pianta a croce latina, con tre nicchioni che si aprono nell'area presbiteriale con volte a botte. Vi si entra attraverso il campanile che si appoggia alla navata, costruito anch'esso in epoca più tarda (forse XIII secolo), annullando contemporaneamente l'ingresso primitivo.
La tradizione – credibile, anche se non suffragata da documenti- vuole che il complesso paleocristiano sia sorto sotto gli Anscarici che nel IX secolo reggevano la Marca d'Ivrea. Una leggenda romantica vuole che vi sia sepolta la bella ed infelice Ansgarda, figlia di Anscario I, moglie ripudiata del re di Francia Ludovico II il Balbo, ritiratasi a meditare in questo luogo, dove trovò poi sepoltura nell'anno 889. Una lapide apocrifa posta nel battistero ed un sarcofago sul piazzale del complesso plebano hanno alimentato questo mito. 
La pieve, posta sull'altura del castello, doveva avere funzioni di "chiesa castrense" (un documento del 1232 la cita come chiesa in castrum Septimi); ma – per concessione dei Signori del luogo- dovette presto fungere anche da parrocchiale. Svolse tale ruolo sino al 1661 quando, al suo posto, venne eletta a parrocchiale la chiesa di Sant'Andrea, situata al centro del borgo di Settimo Vittone.
Nel 1657 il conte Filippo San Martino di Agliè ottenne le presunte ceneri di Anscario, morto nell'898 e capostipite dei marchesi d'Ivrea, e le seppellì nella suddetta chiesa.
Il complesso monumentale si è salvato dalle ingiurie del tempo per merito di interventi di restauro svolti negli anni 1896-97 a cura dell'Ufficio Regionale per la Conservazione dei Monumenti, diretto, a quella data, da Alfredo d'Andrade: si sono conservati numerosi suoi disegni per i lavori di restauro da eseguire. Risale a tale intervento l'inserimento in facciata di una bifora di foggia romanica con "capitello a stampella". Ai lavori del d'Andrade fecero seguito altri interventi; durante quelli eseguiti nell'ultimo decennio del XX secolo, è stata recuperata una gran parte degli affreschi che coprono quasi interamente le pareti della pieve.

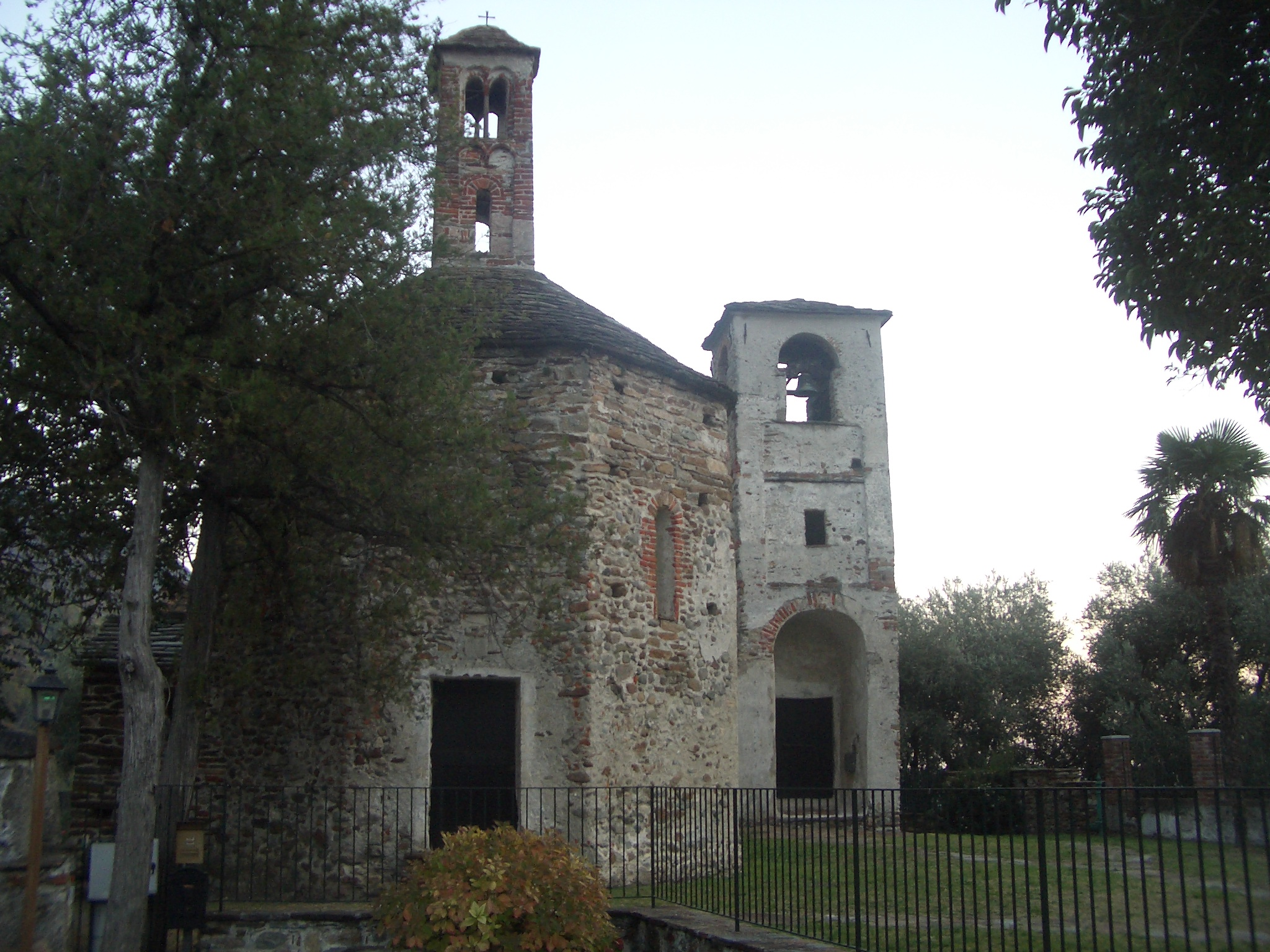
Il battistero
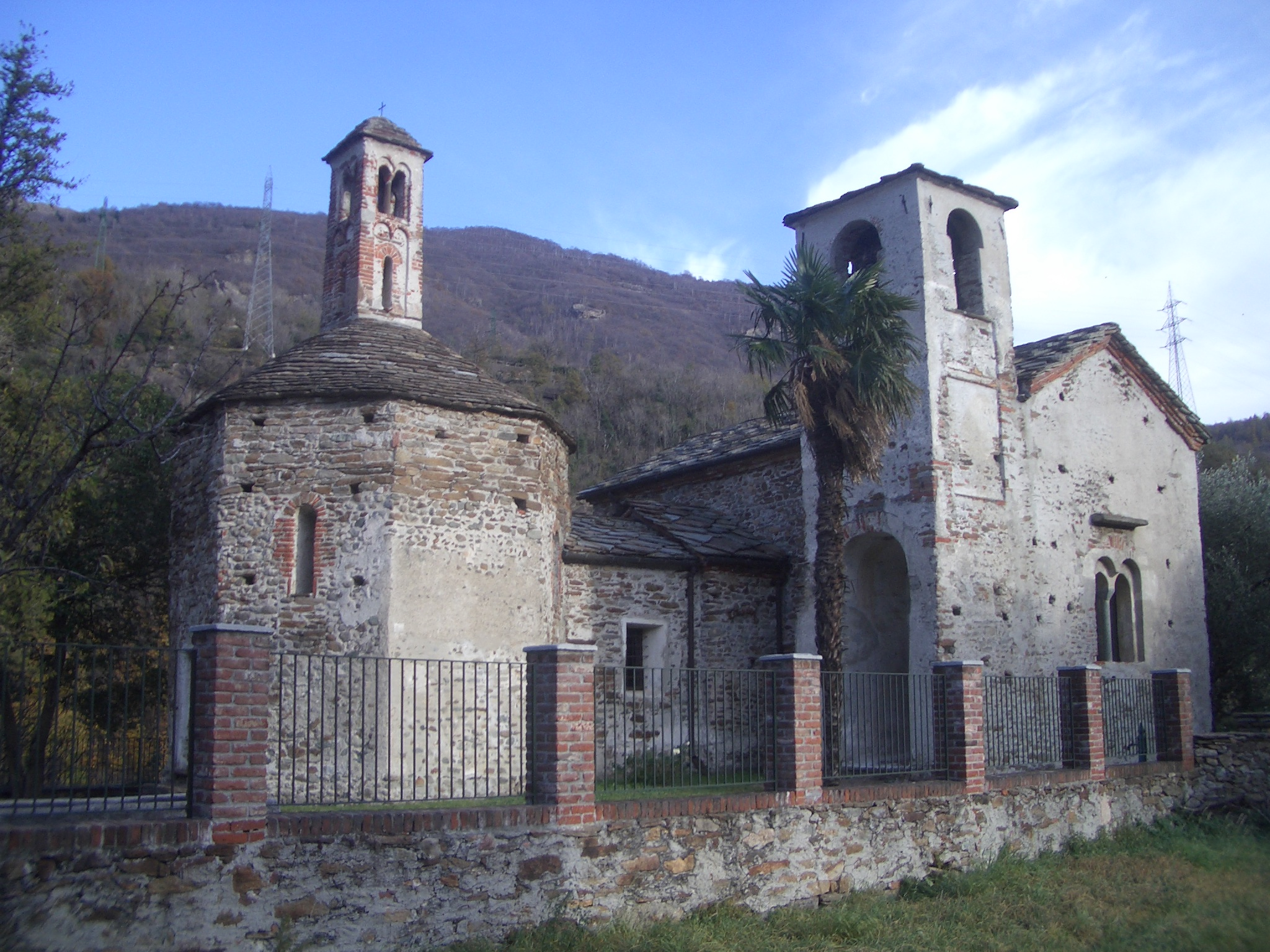
Altra immagine della pieve e del battistero

## Gli affreschi
, 

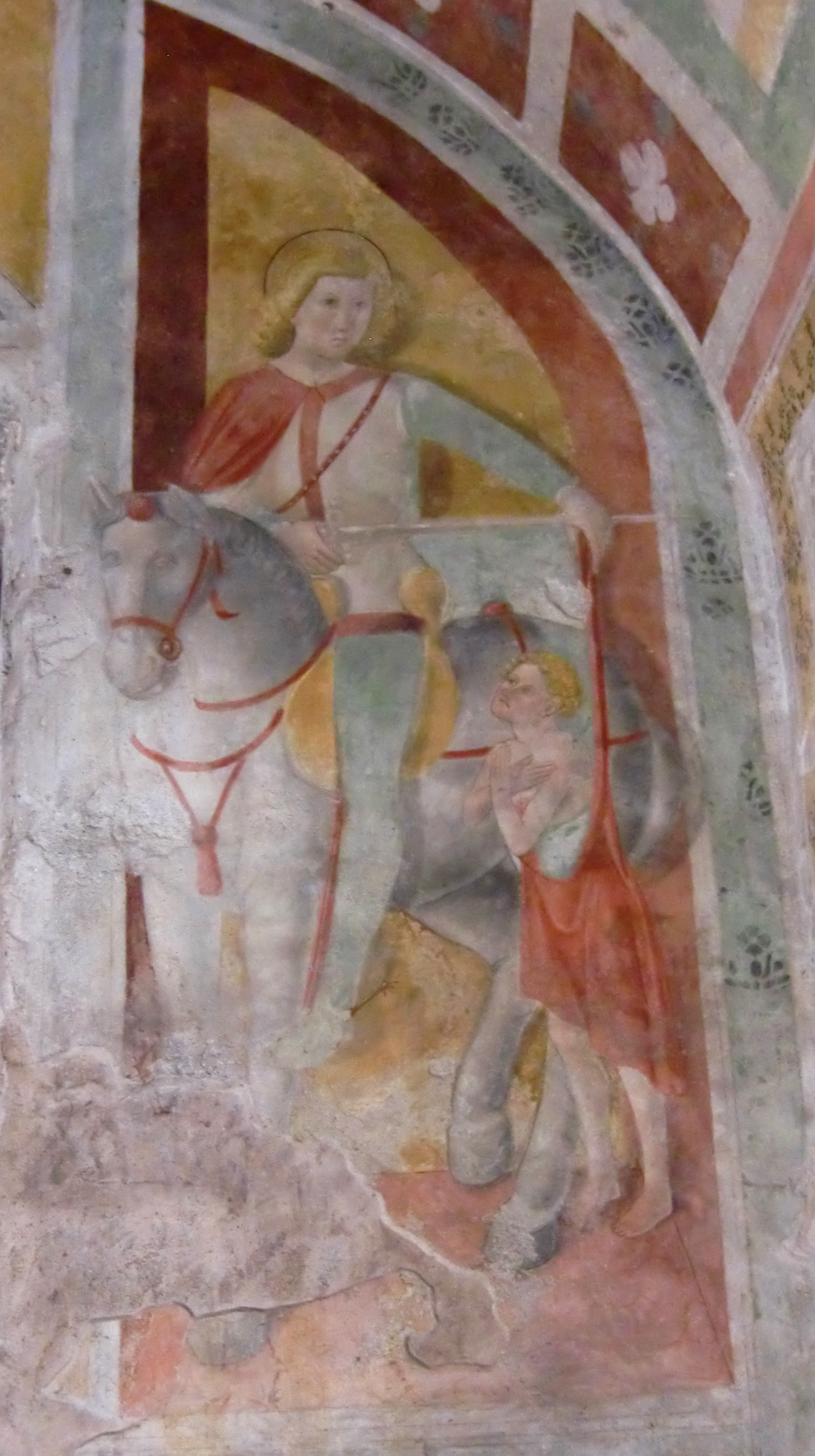
"Maestro degli affreschi della cappella Avogadro", San Martino che divide il mantello con un povero, 1460-80

- Corridoio tra il battistero e la pieve
  - Giacomino da Ivrea (attribuito), Adorazione dei Magi, prima metà XV secolo;
  - Giacomino da Ivrea (attribuito), San Francesco riceve le stigmate;
  - Pittore del XV secolo, Santo Stefano, frammento;
- Abside
  - Arco absidale, in alto: Giudizio Universale, frammento, XII secolo (?);
  - Parete sinistra: Santo con un giovane devoto, XIV secolo;
  - Parete destra: Annunciazione e santi, XIV secolo;
- Cappella Avogadro, affrescata del così detto "Maestro della cappella Avogadro, 1460-80 (lo stemma degli Avogadro precede ai sue lati la cappella)
  - Soffitto: Cristo benedicente (in forma di Dio Padre), Simboli degli Evangelisti (Tetramorfo);
  - Parete sinistra:  San Lorenzo presenta il committente alla Madonna (il volto del committente, il pievano Martino Avogadro, è abraso)
  - Parete di fondo: San Lorenzo, San Martino, sopra la finestra Cristo in pietà;
  - Parete di destra: Santa Marta, Santa Lucia e Santa Caterina di Alessandria (?)
- Parete destra della navata della pieve
  - Guglielmo da Orta, Monumentale figura di santo regale (San Cristoforo ?), XIII-XIV secolo;
  - In alto: Ultima cena (frammenti), XIV secolo;
  - Registro mediano: San Michele Arcangelo che pesa le anime, XIII secolo; Santo vescovo in trono, XIV secolo; Visione del beato Pietro di Lussemburgo, prima metà del XV secolo;
  - Registro inferiore: San Nicola di Bari compie il miracolo della salamoia, XIV secolo;  Adorazione dei Magi, XIV secolo;
- Contro facciata
  - San Giorgio uccide il drago (frammento), XV secolo
  - Madonna della Misericordia (frammento), XIV secolo (?)
- Parete sinistra
  - Martirio di san Lorenzo (frammento);
  - Aimone Duce (?), Le tre Marie al sepolcro, prima metà del XV secolo

Gli affreschi che si trovano all'interno della chiesa e lungo le pareti del corridoio che porta al battistero, costituiscono una testimonianza, straordinariamente ricca, dell'evoluzione che la pittura ha avuto, su di un arco di tempo lungo quasi tre secoli, in terra di Canavese.
Non è facile nella "disordinata" impaginazione degli affreschi trovare il filo cronologico che ci fa passare dalla prima metà del XII secolo fin quasi sul finire del Quattrocento. Le raffigurazioni più antiche sono i frammenti del Giudizio Universale, riconoscibili (pur con molte difficoltà, stante il precario stato di conservazione) in alto nell'arco absidato: le gote arrossate e gli occhi sgranati (visibili nelle foto prese da vicino) ne testimoniano inequivocabilmente l'appartenenza alla pittura romanica. Databile all'altezza del XIII secolo è l'immagine del San Michele Arcangelo che pesa le anime posta nel secondo registro degli affreschi che occupano la parete destra della chiesa.
Tra i dipinti collocabili a cavallo tra il XIII ed il XIV secolo troviamo addirittura un affresco autografo: si tratta della monumentale e ieratica figura di un santo regale (San Cristoforo ?) che tiene in mano un ramo con frutti (una palma con datteri?), firmata da tal "Guilielmus de Orta". In qualche continuità temporale e stilistica con esso, nel registro inferiore della stessa parete, si trova la scena del Miracolo di San Nicola di Bari ed una Adorazione dei Magi con una Madonna che tiene in mano uno stranissimo fiore.
Sempre sulla parete destra, troviamo una delle migliori pitture trecentesche presenti nella chiesa: un Santo vescovo in trono regale ed elegante, intento a scambiare cartigli con un monaco; essa è dovuta, probabilmente, allo stesso pittore che, nel terzo registro superiore della parete, ha dipinto un'Ultima Cena (ormai alquanto mutilata). Accanto al Santo vescovo in trono, è posto un affresco dell'inizio del XV secolo che raffigura la Visione del beato Pietro di Lussemburgo, con il beato in preghiera davanti al crocifisso al quale appare l'immagine della Madonna col Bambino
Nella prima metà del XV secolo sono impegnati ad affrescare la pieve, pittori dei quali esiste una relativamente più ricca documentazione. Si tratta, innanzi tutto, di Dux Aimo (Aimone Duce) che qui dipinge, sulla parete di sinistra, un Angelo con le tre Marie al sepolcro, opera che lascia trasparire il suo gusto miniaturistico.
Nella Adorazione dei Magi, e nella scena frammentaria di San Francesco che riceve le stigmate, poste nel corridoio di collegamento al battistero, si è voluto riconoscere la prima maniera stilistica di un artista eporediese, Giacomino da Ivrea.
La parte meglio conservata degli affreschi è quella fatta realizzare, nella piccola cappella destra del presbiterio, da Giovanni Martino Avogadro di Casanova, pievano della chiesa negli anni sessanta - ottanta del XV secolo. Il programma iconografico doveva essere ben meditato. Sulla volta a botte, in una mandorla di luce, è raffigurato un Cristo benedicente – con una folta barba bianca e l'aspetto di un anziano che, forse volutamente, lo assimilano alla figura dell'Eterno; attorno a lui le figure del "Tetramorfo", vale a dire i simboli dei Quattro Evangelisti. Sulla parete di fondo è raffigurata, sopra una piccola finestra, una Pietà; ai suoi lati trovano posto un San Lorenzo ed un San Martino che divide il mantello con un povero. Infine, sulle pareti laterali troviamo, da una parte, la scena di San Lorenzo che presenta un devoto alla Madonna e, dall'altra le sante Marta(?), Lucia e Caterina di Alessandria.
L'ignoto Maestro degli affreschi della cappella Avogadro si dimostra, nella resa volumetrica nei corpi e nell'uso di tenui colori, aggiornato sulla lezione pierfrancescana, ma gli fa difetto (come emerge dall'approssimazione dei volti e dei panneggi) la piena padronanza dei mezzi pittorici.
Si è osservato al riguardo che: 
(Aldo Moretto, Indagine aperta sugli affreschi del Canavese, 1973, pag 157-158)

### Galleria d'immagini degli affreschi

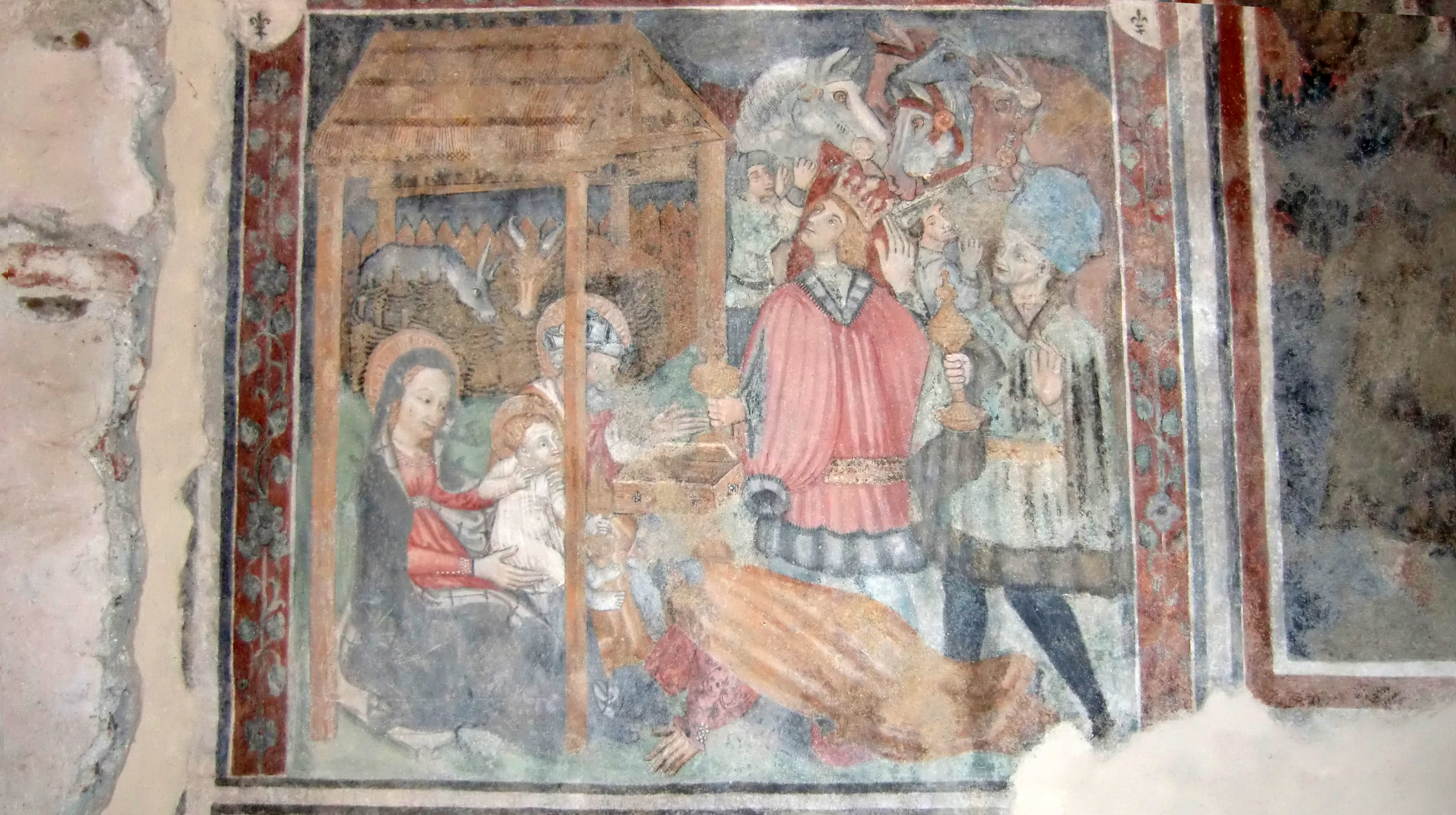
Giacomino da Ivrea (?), Adorazione dei Magi affresco, prima metà XV secolo
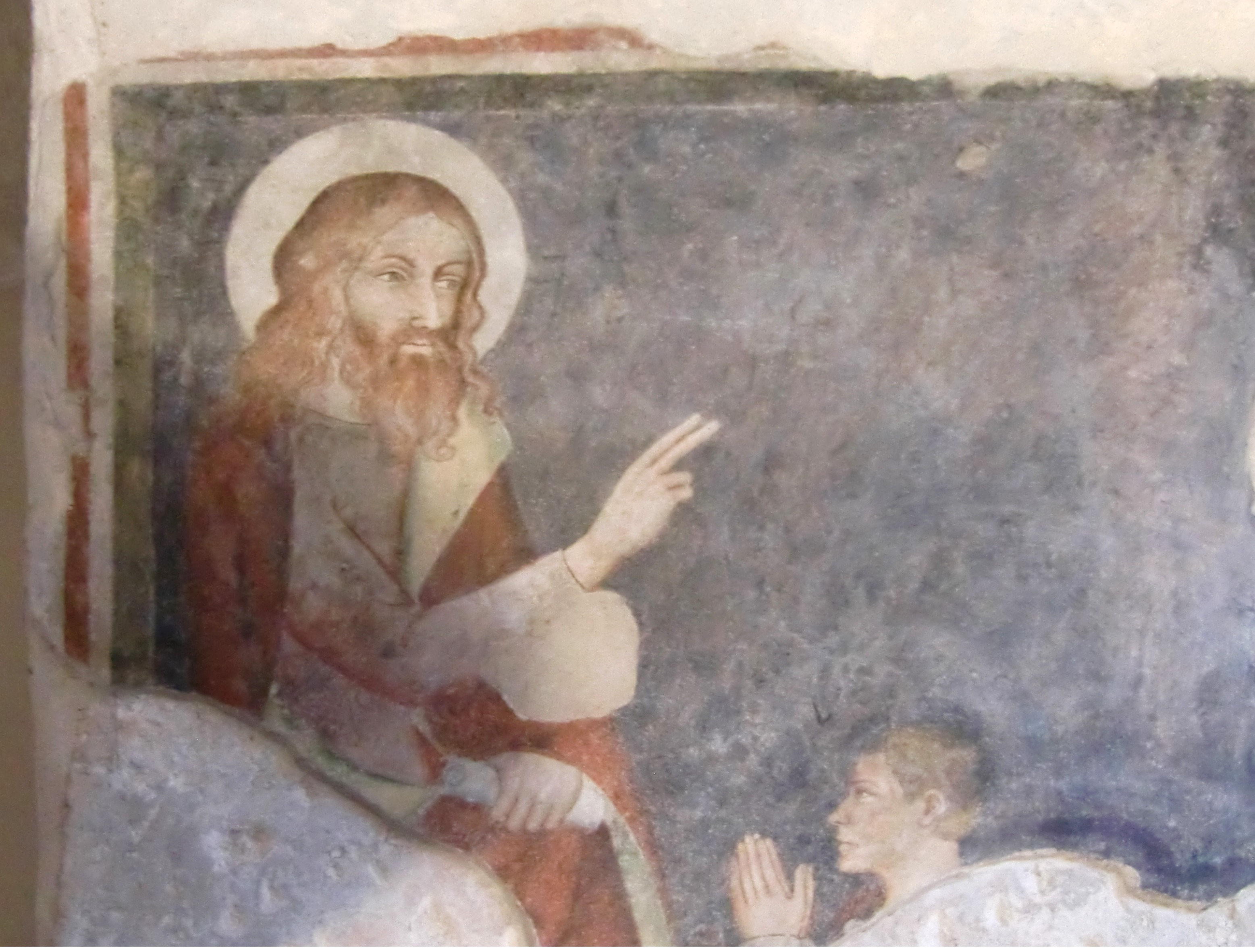
Pittore ignoto del XIV secolo, Santo con un giovane devoto
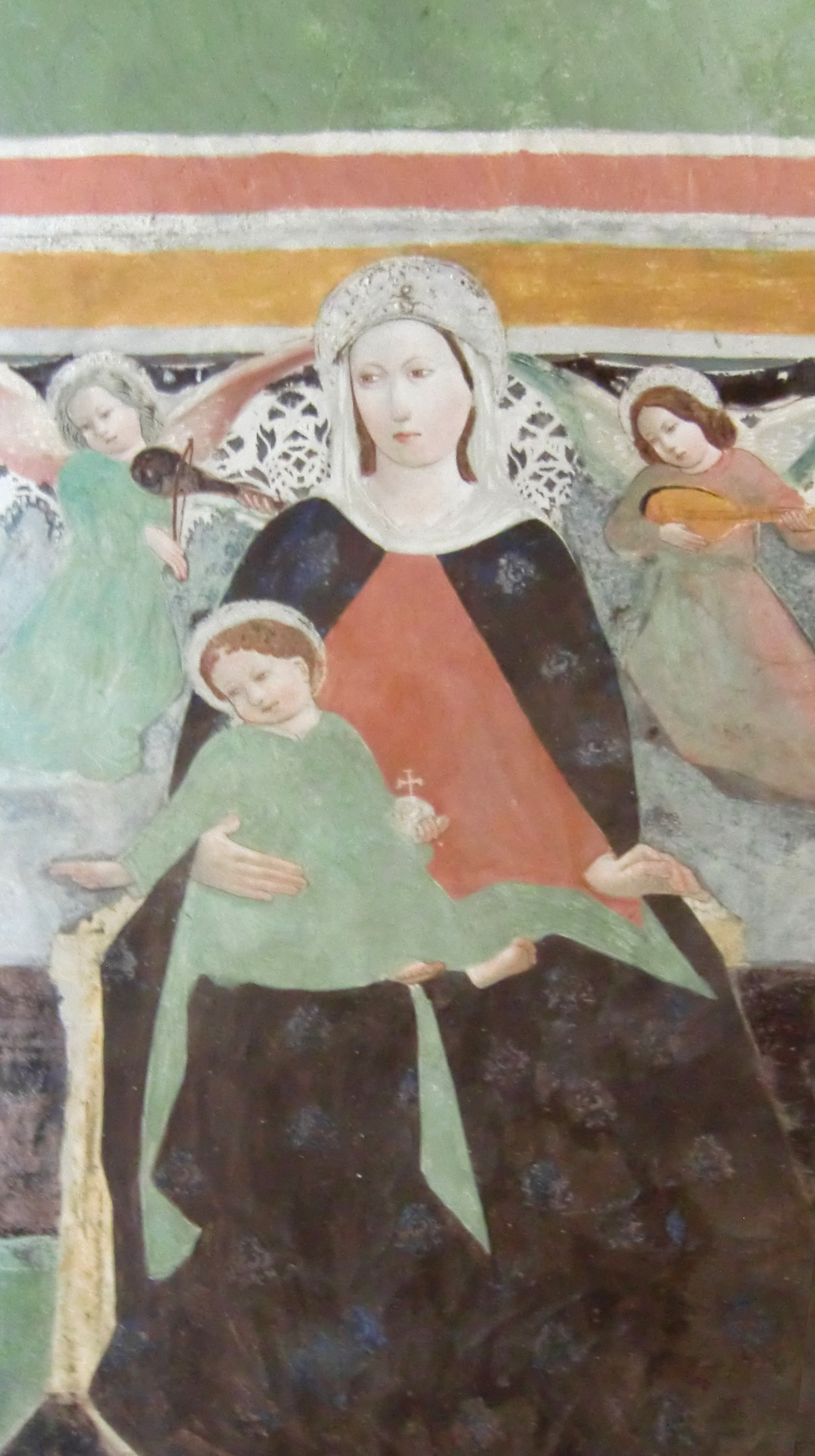
Maestro degli affreschi della cappella Avogadro, San Lorenzo presenta il committente alla Madonna (particolare), 1460-80
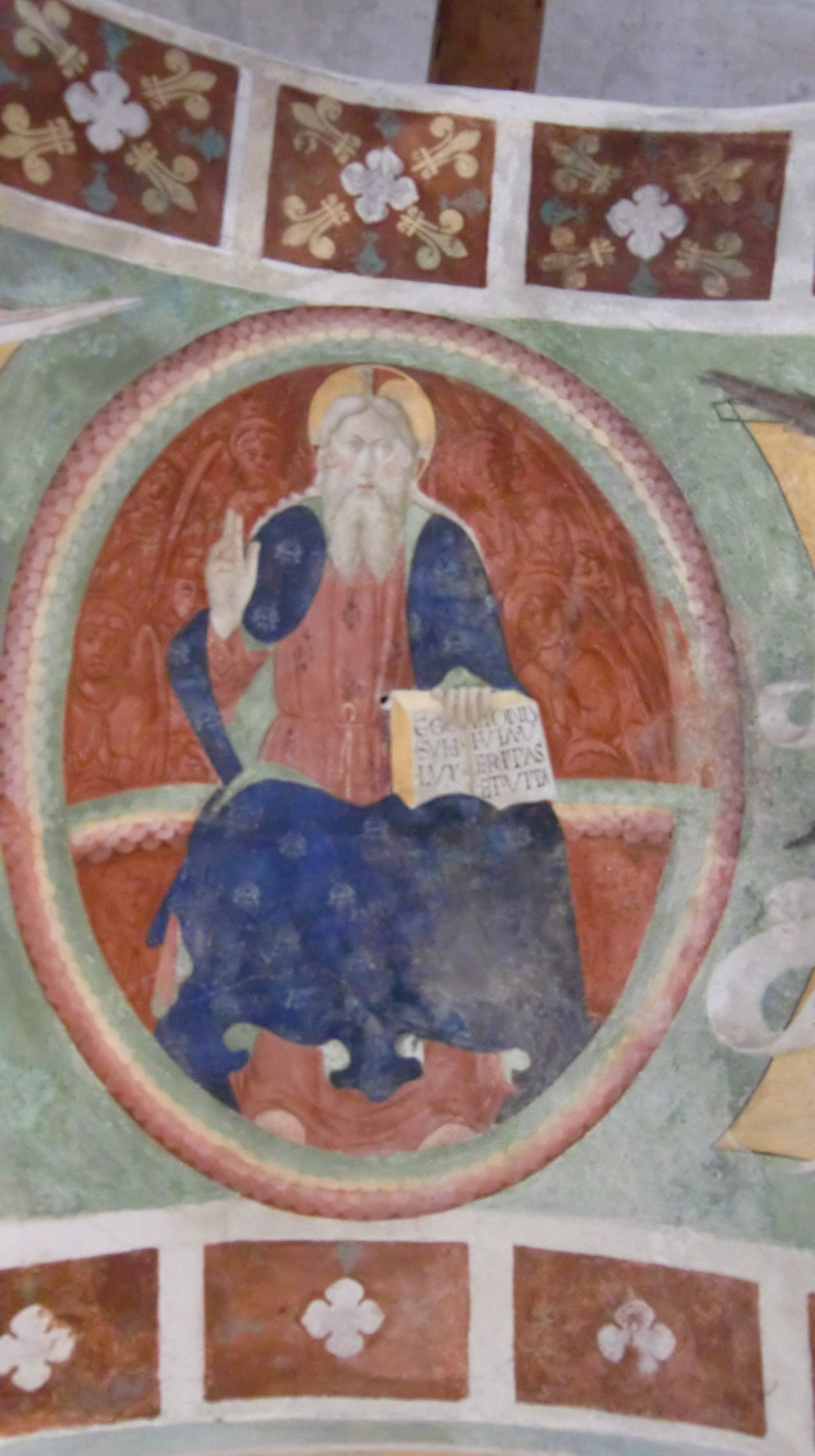
Maestro degli affreschi della cappella Avogadro, Cristo benedicente, affresco, 1460-80
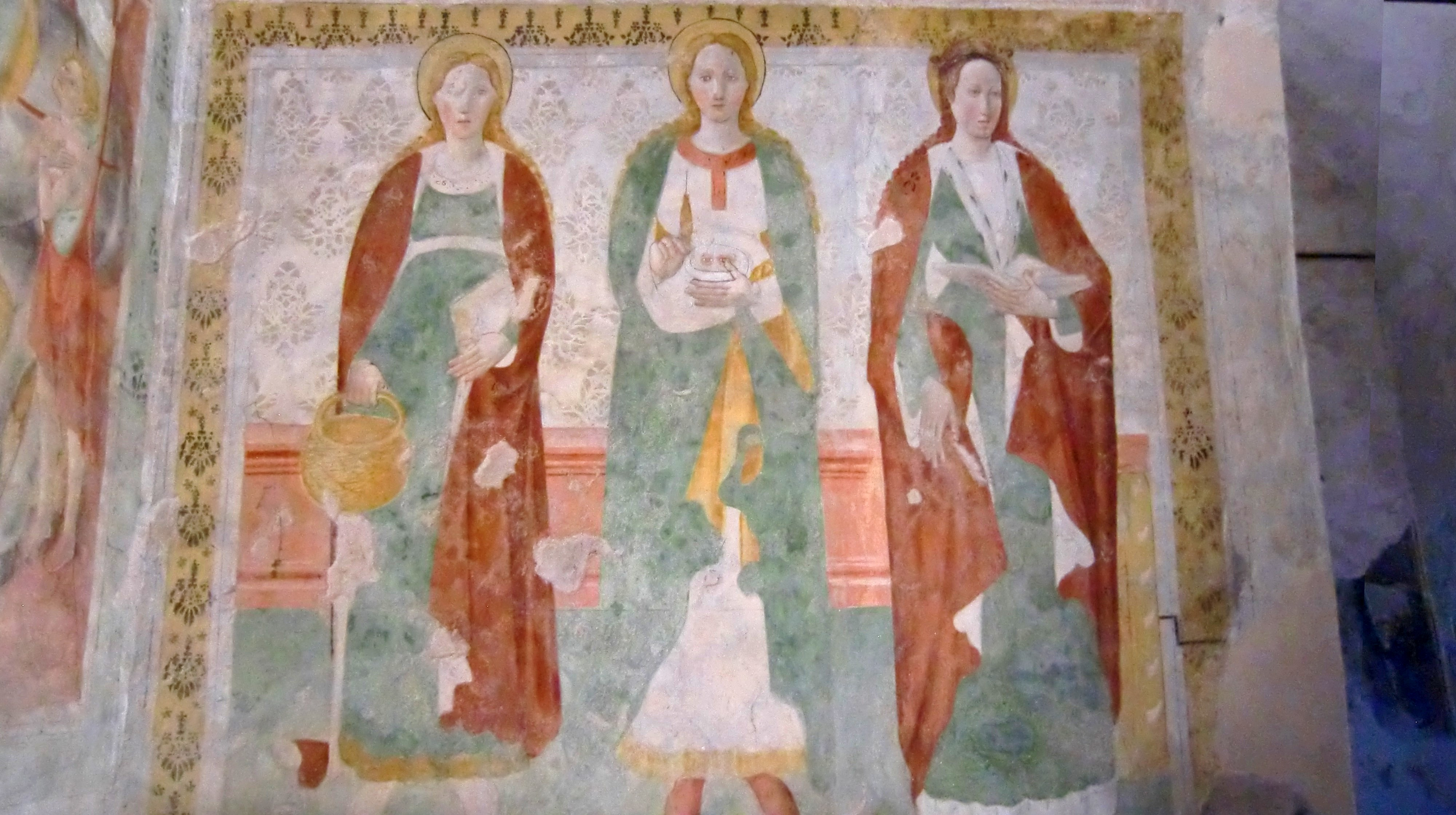
Maestro degli affreschi della cappella Avogadro, Sante Marta, Lucia e Caterina di Alessandria, affresco, 1460-80
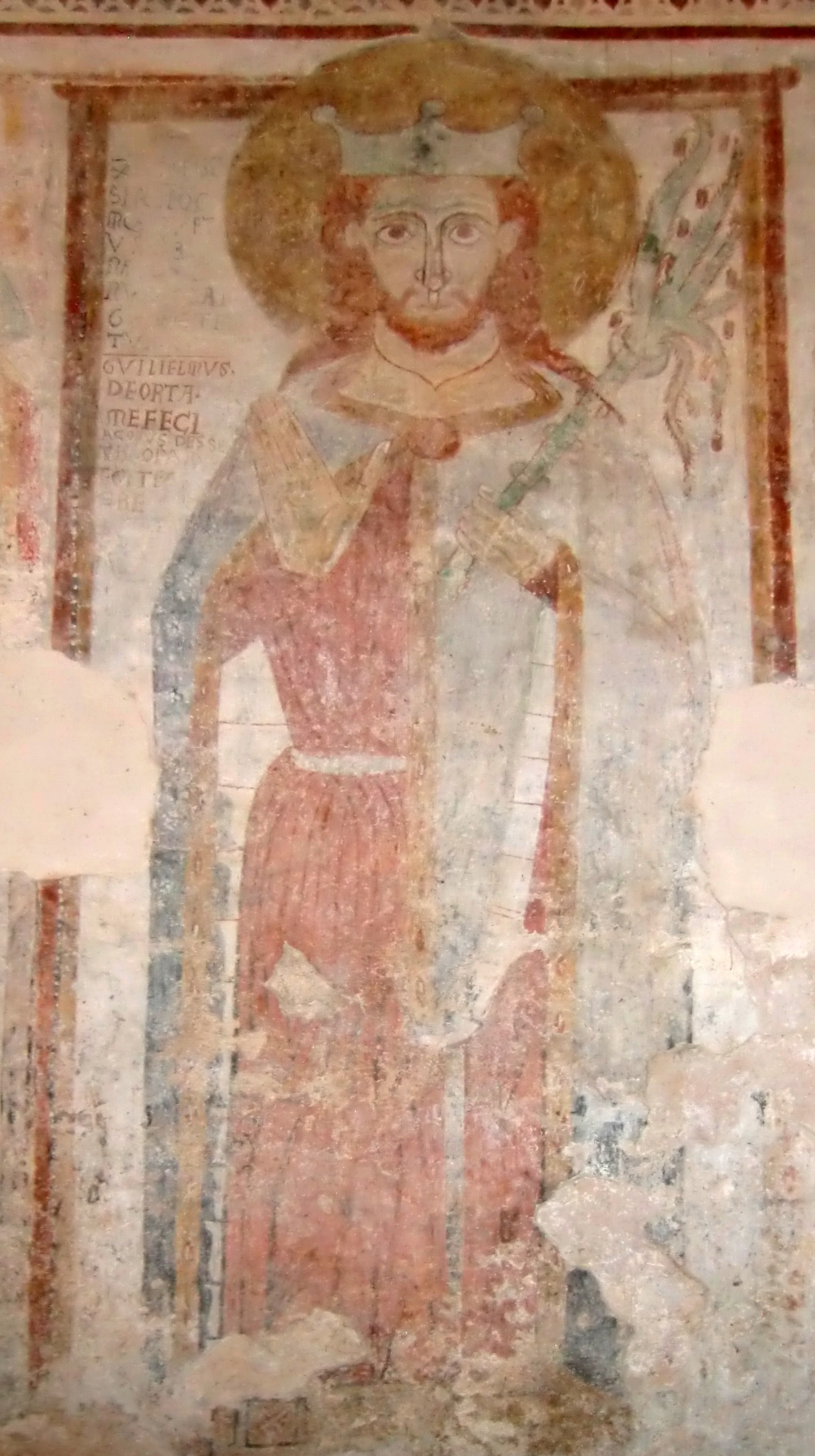
Guglielmo da Orta, monumentale figura di santo regale, affresco, XIII - XIV secolo,
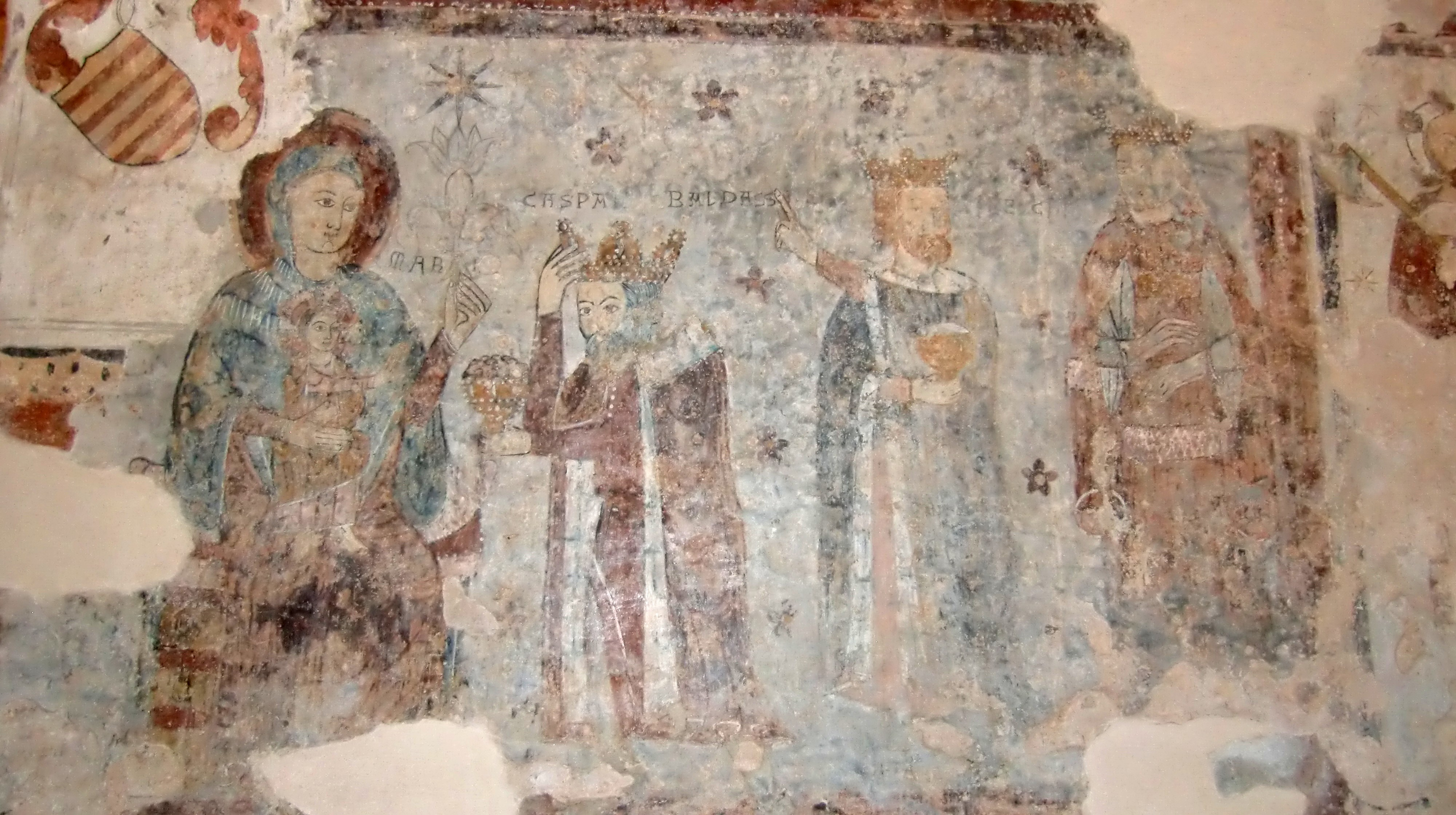
Pittore ignoto del XIV secolo, Adorazione dei Magi
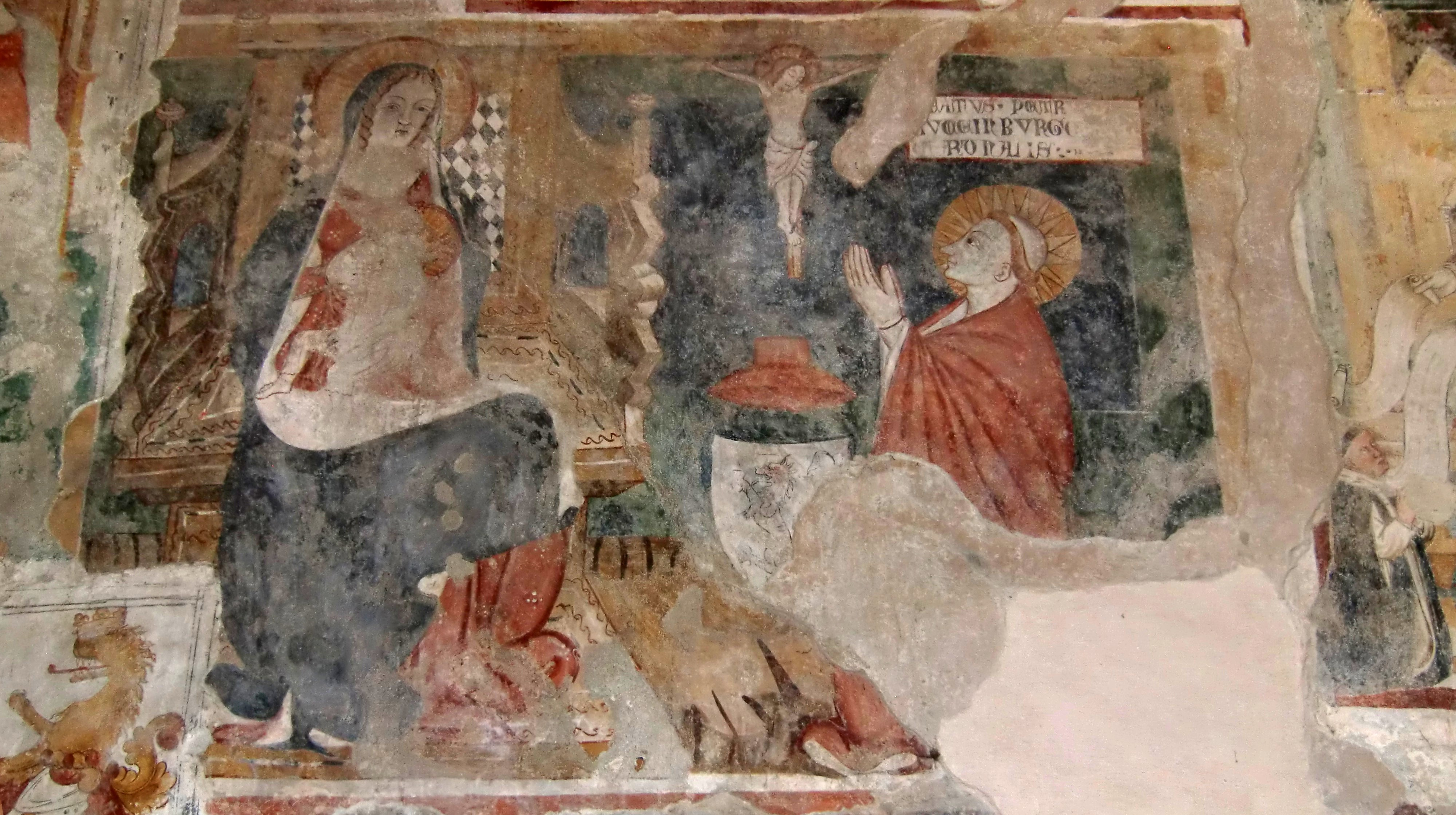
Pittore ingnoto della prima metà del XV secolo, Visione del beato Pietro di Lussemburgo
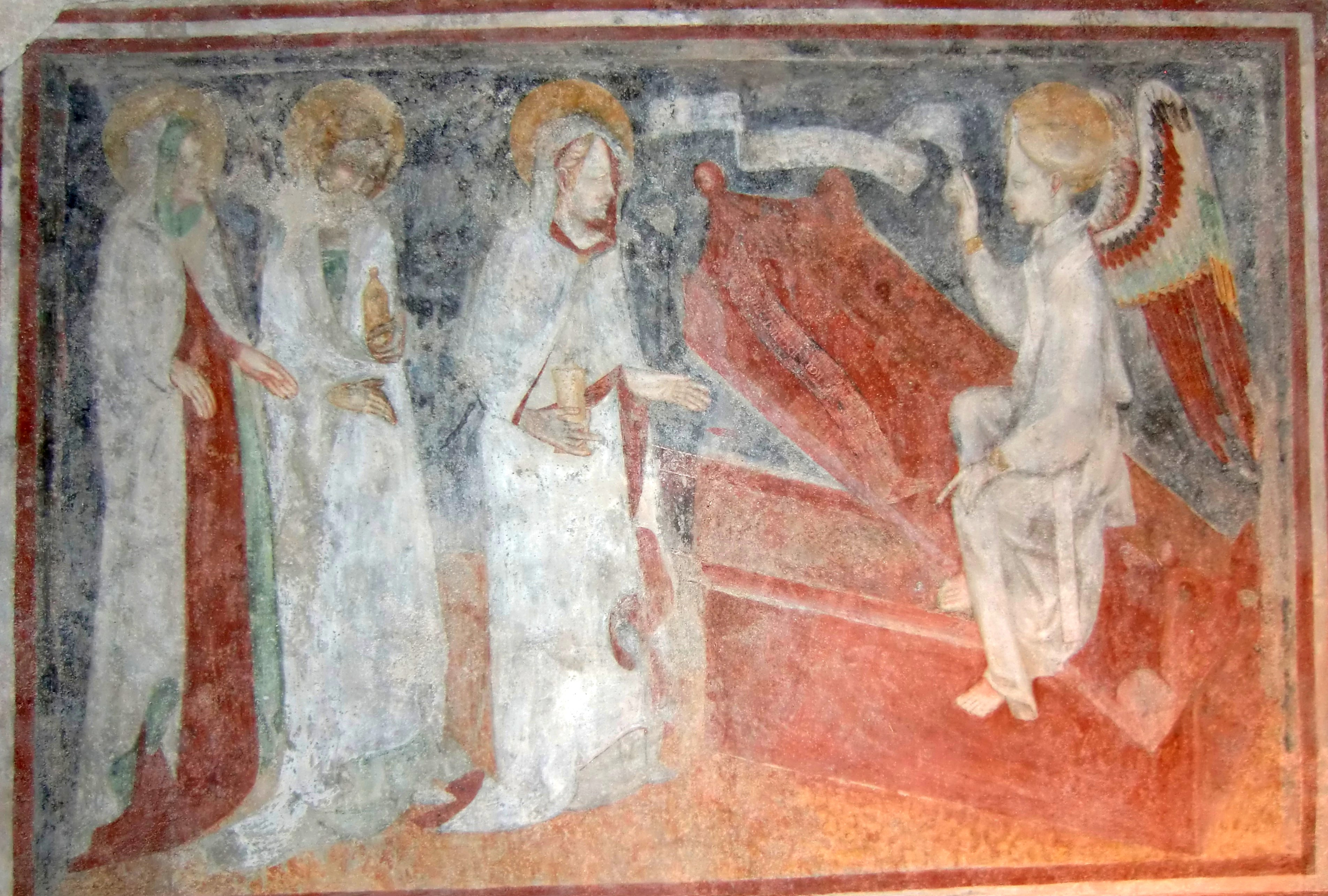
Aimone Duce (?), Le tre Marie al sepolcro, prima metà del XV secolo

## Il contesto ambientale
La pieve di San Lorenzo ha come sfondo una sorta di anfiteatro naturale circondato da colline moreniche, che si estende sopra il paese di Settimo e le sue frazioni, dove il clima è particolarmente mite. Vi cresce l'olivo, come si può constatare anche dalle piante che stanno nei pressi della chiesa.
La coltura di gran lunga prevalente è quella della vite. Un lavoro secolare di costruzione di terrazzamenti, strappati alla montagna, sostenuti da muri a secco e riempiti di terra riportata, ha consentito l'impianto di vigneti di nebbiolo. I pergolati assumono l'aspetto di un'opera ciclopica, sorretti come sono dai tipici tupiun, colonnette in pietra imbiancate con la calce che trattengono il calore del giorno per restituirlo dopo il tramonto.

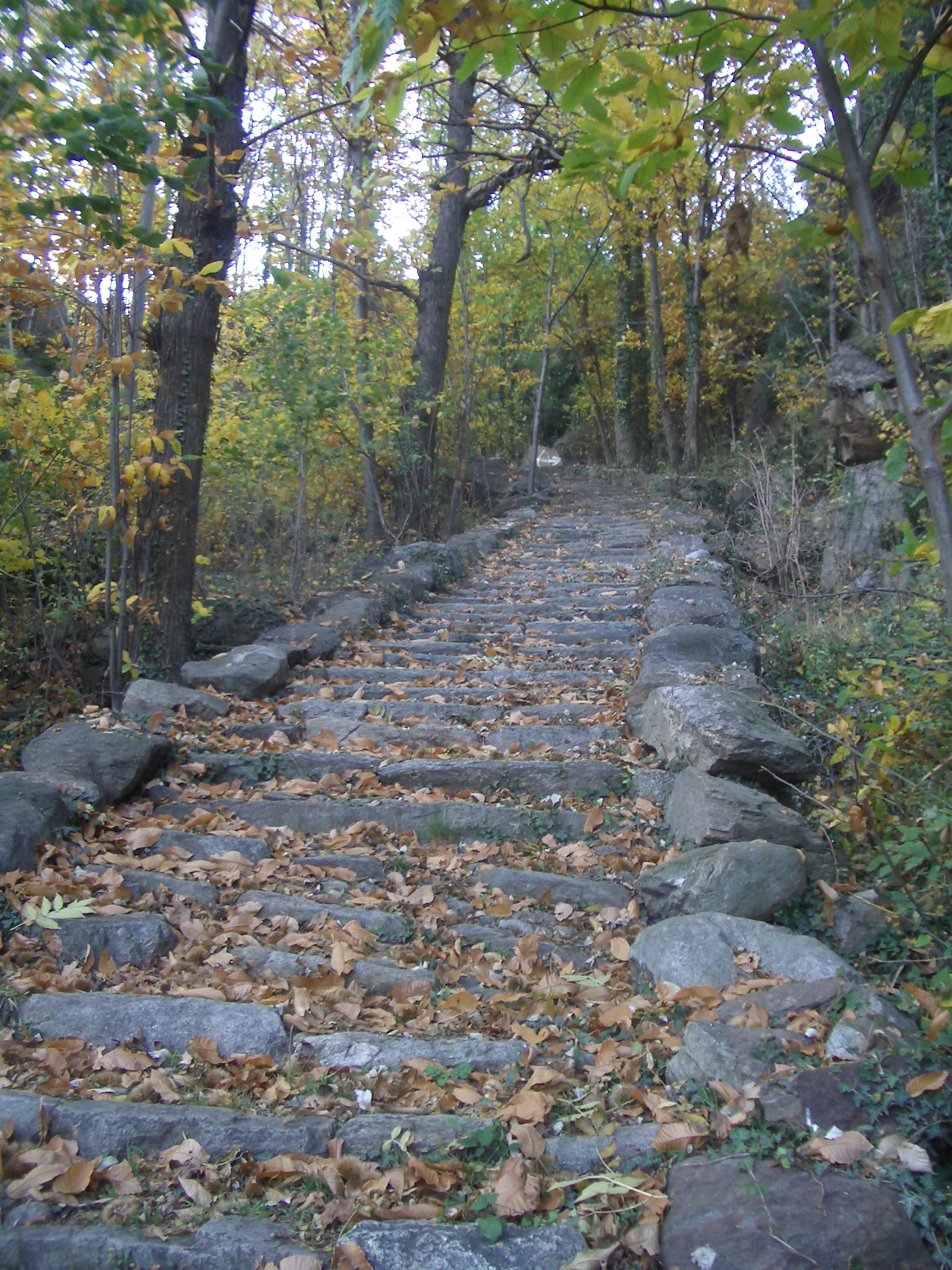
Sentieri che portano alla pieve (nella zona passava la Via Francigena).

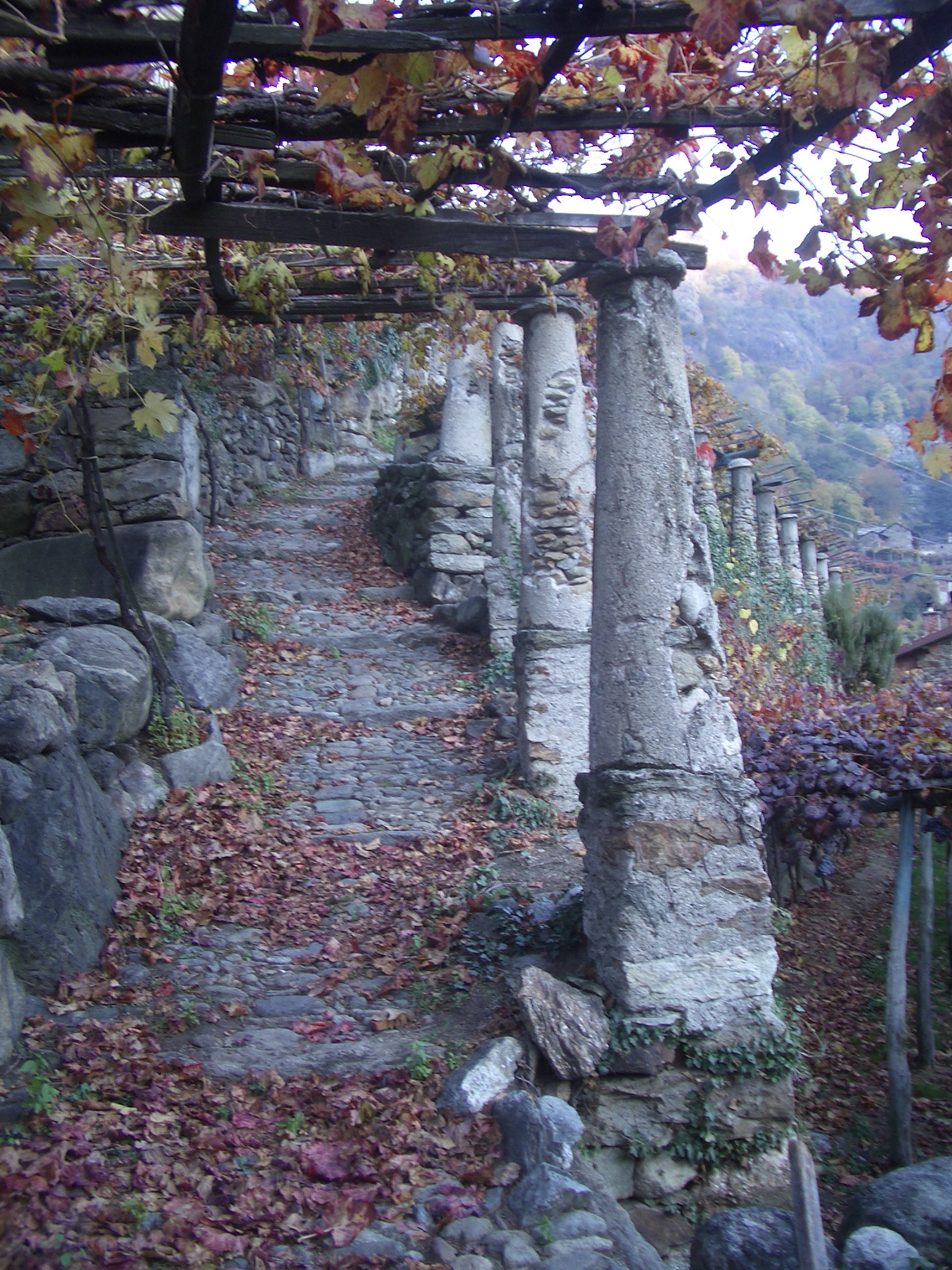
Vigneti che caratterizzano il paesaggio della conca in cui sorge la pieve.

Tutta la conca è attraversata da una rete di mulattiere che collegano tra di loro e con le frazioni di fondovalle le abitazioni e le vigne che stanno in alto sulla conca. La pieve di san Lorenzo è un punto di snodo di tale rete di mulattiere: prendendo a destra si arriva a Montestrutto, dopo aver toccato la chiesetta romanica di San Giacomo; volgendo a sinistra si arriva ai ruderi del castello di Cesnola e poi a Torredaniele. Lungo sentieri analoghi dovevano muoversi i viaggiatori e i pellegrini che percorrevano la via Francigena e che preferivano muoversi a mezza costa anziché lungo le più pericolose zone di fondovalle, dove scorre la Dora Baltea.